# Daniel Tagoe
Daniel Nii Armah Tagoe (Acra, 3 de março de 1986), conhecido apenas como Daniel Tagoe, é um ex-futebolista quirguiz que atuava como zagueiro. Nascido em Gana, representou a seleção do Quirguistão em nível internacional.

## Carreira
Após defender Eleven Stoppers e Dansoman United, Tagoe iniciou a carreira profissional em 2003 no Berekum Arsenal. Deixou o time em 2005 para atuar no KAMAZ Moscou, equipe-satélite do KAMAZ Naberezhnye Chelny na capital russa.
Em 2006, se transferiu para o Dordoi Bishkek, atuando por 5 temporadas em sua primeira passagem e obtendo a cidadania quirguiz. Em 2009, foi eleito o Jogador do Ano no Quirguistão, e chegou a ser anunciado como novo atleta do Vakhsh Qurghonteppa,, mas decidiu permanecer no Dordoi e renovou seu contrato até 2012.
.
Teve uma passagem rápida pelo Al-Hala, da Bahraini Premier League, antes de voltar ao Dordoi em dezembro de 2016.
Jogou ainda por Chittagong Abahani, Shan United, Alay Osh e Dushanbe-83, seu último clube na carreira, encerrada em 2021.

## Seleção Quirguiz
Tagoe estreou pela Seleção Quirguiz em maio de 2014, num amistoso contra o Afeganistão, juntamente com seus compatriotas David Tetteh e Elijah Ari e o camaronês Claude Maka Kum.
Jogou a Copa da Ásia de 2019, primeira competição disputada pelos quirguizes desde o fim da União Soviética, sendo o único atleta não-nascido no país a integrar o elenco. Participou de 2 partidas da equipe (China e Coreia do Sul), que terminaria eliminada pelos Emirados Árabes (sede do torneio) apenas na prorrogação. A partida contra os sul-coreanos foi também a última das 23 que Tagoe disputou com a camisa dos Falcões Brancos.

## Títulos
Dordoi Bishkek
- Campeonato Quirguiz: 2007, 2008, 2009, 2011, 2012, 2014
- Copa do Quirguistão: 2008, 2010, 2012, 2014
- Supercopa do Quirguistão: 2011, 2012, 2013, 2014
- Copa dos Presidentes da AFC: 2007